# Kołczygłowy
Kołczygłowy (kaszub. Kòłczëgłowë, niem. Alt Kolziglow, przed 1939 pol. Kołcigłowy, tuż po wojnie Stare Kołcigłowy) – wieś w Polsce, położona w województwie pomorskim, w powiecie bytowskim, w gminie Kołczygłowy, której jest siedzibą. Nazwa miejscowości pochodzi od przezwiska Kołczygłowa.

## Położenie

### Geografia fizyczna
Kołczygłowy położone są w Pradolinie Pomorskiej – obniżeniu między dwoma ciągami moren o przebiegu w przybliżeniu równoleżnikowym. Według standardowej regionalizacji fizycznogeograficznej Polski Jerzego Kondrackiego miejscowość znajduje się na Wysoczyźnie Polanowskiej, natomiast według alternatywnej propozycji, w której nie wyróżnia się takiego mezoregionu – na Pojezierzu Bytowskim.

### Komunikacja
Miejscowość znajduje się na południowych obrzeżach Parku Krajobrazowego Dolina Słupi przy drodze wojewódzkiej nr 209 i na trasie dawnej linii kolejowej nr 212 Bytów–Korzybie (ruch zawieszony).

## Historia
Najstarsza znana wzmianka o miejscowości pochodzi z 1371 roku, kiedy to Krzyżacy nabyli wieś od Puttkamerów. W późniejszych latach wieś należała znowu do rodziny Puttkamerów.
28 lipca 1847 r. w miejscowym kościele późniejszy kanclerz Niemiec Otto von Bismarck wziął ślub z pochodzącą z sąsiedniego Barnowca Johanną von Puttkamer.
12 listopada 1946 r. nadano miejscowości polską nazwę Kołczygłowy. W latach 1954–1972 wieś należała i była siedzibą władz gromady Kołczygłowy. W latach 1975–1998 miejscowość należała administracyjnie do województwa słupskiego.

## Kościół
Na wzniesieniu w centrum miejscowości zlokalizowany jest katolicki (do 1945 luterański) kościół Chrystusa Króla, zbudowany w obecnej formie w pierwszej połowie XIX wieku z pruskiego muru. 6 grudnia 2001 wnętrze kościoła spłonęło; odbudowany kościół został ponownie konsekrowany 23 listopada 2002.
Kościół posiada wieżę, zdemontowaną w latach 90, a odbudowaną w 2002 po pożarze r. z polecenia ks. J. Flaczyńskiego. Kościół jest otwarty tylko w czasie mszy świętej i niedostępny dla zwiedzających. 
W kościele znajdują się m.in. wykonana z drewna oliwnego rzeźba Chrystusa Króla dłuta włoskiego artysty Pasquala Galbusera oraz witraże ufundowane przez krewnych dawnych właścicieli wsi – rodzinę Puttkamerów z Wierszyna.
Według rejestru zabytków NID kościół wpisany jest na listę zabytków jako kościół parafialny pw. Chrystusa Króla, szachulcowo-murowany, z 1823, nr rej.: A-363 z 28.08.1961.
Obok kościoła znajduje się dzwonnica z małym dzwonem ufundowanym przez Puttkamerów, a nieopodal dawny cmentarz mieszkańców niemieckich.

## Sport i rekreacja
Od 1984 r. w Kołczygłowach działa gminny klub sportowy GKS, zajmujący się piłką nożną. Obecnie zespół GKS-u gra w lidze A-klasy. Największym osiągnięciem klubu jest zwycięstwo w Pucharze Polski na szczeblu wojewódzkim. Istnieje również sekcja LKS ze wskazaniem na lekkoatletykę, UKS (Uczniowski Klub Sportowy), który gra w lidze okręgowej Juniora B1 oraz drużyna siatkarska KSK Kołczygłowy, grająca w 3. lidze. Największym sukcesem ligowym jest 5. miejsce w sezonie 2008/2009.

## Ludzie związani z Kołczygłowami
- Czesław Lang – kolarz torowy i szosowy, po zakończeniu kariery sportowej działacz sportowy oraz organizator Tour de Pologne i Škoda Auto Grand Prix MTB, medalista wielu imprez kolarskich,
- Zdzisław Klafka – redemptorysta, od 8 lutego 2002 r. do 5 lutego 2008 r. prowincjał tego zakonu. Od listopada 2008 r. pracownik Radia Maryja i Telewizji Trwam.